# Dózsa László (színművész)
Dózsa László (Budapest, 1942. október 12. – Budapest, 2023. december 18.) magyar színész, rendező, érdemes és kiváló művész. Az 1956-os forradalomban való részvételéért több kitüntetésben részesült, de a forradalomban való szerepvállalását és az ezzel kapcsolatos állításainak valóságtartalmát sokan megkérdőjelezik, köztük számos történész is. Beceneve „Tuci” volt. Fia Dózsa Zoltán (1968) színész.

## Fiatalkora
Artista családban született. Édesanyja (Tischler Erzsébet) a népligeti Műszínkör artistája volt. Nagyon korán kapcsolatba került a színjátszással; háromévesen már ő is fellépett. A Népligetben éltek, amíg az ottani komédiás telepet a Rákosi-korszakban fel nem számolták. 1952-ben a családot egy bérházba telepítették, ahol házmesteri feladatokat láttak el.

## Állításai az 1956-os szabadságharcban való részvételéről
Elmondása szerint 14 évesen a Lehel téri piacon keveredett bele a szabadságharcba, a Szövetség utca és a Rákóczi út kereszteződésénél harcoló, az akkori Magyar Divatcsarnokot védő csoport tagja lett.
Állítása szerint 1956. november 5-én elfogták és a Szövetség utca és az akkor a Rákóczi utca sarkán lévő Rákóczi (később Tisza) mozi falánál elfogott társaival együtt kivégző osztag elé állították. Elmondása szerint egy golyó szétvágta a nyakát és társai holttestei közé zuhant. A szovjet kivégzőosztag tagjai a biztonság kedvéért tojásgránátokat dobáltak a holttestekre, amelyek repeszei eltalálták és két szilánk a tarkójába fúródott. A csoport minden tagja meghalt, kivéve őt.
Dózsa visszaemlékezése szerint, amikor az oroszok elmentek, magyar civilek jöttek túlélők után kutatva és aki élt még, azt a Szövetség utcai kórházba szállították, ahonnan azután az Államvédelmi Hatóság november közepén áthurcolta a Mosonyi úti rabkórházba.
Dózsa László önéletírása szerint (Bohóc vérben és vasban) a kihallgatása során a kihallgató ávós majdnem halálra verte: a kínzás során a feje rúgások következtében olyan súlyosan megsérült, hogy a klinikai halál állapotába került. Temetésére a Fiumei úti temetőben egy tömegsírban került sor, ahol testére meszet öntöttek. 
Erről készült egy vallatási jegyzőkönyv, amelyet később megtaláltak, és mivel a vérem is rajta volt, sikerült beazonosítani a vércsoport alapján. A jegyzőkönyvre azt írták: „Nem vallott”, másnapi dátummal pedig azt, hogy „Eltemetve”. Ez azt jelentette, hogy bedobtak egy tömegsírba.
 A sírásó észrevette, hogy mozog és – a tiltás ellenére – megóvta attól, hogy élve eltemessék. Életét a Szabolcs utcai kórházban egy nyolcórás műtét során mentették meg. Koponyáját fémlemezzel foltozták ki, amit azóta is viselt.
Az egyik interjúban a színész arról beszél, hogy a kádári megtorlás során azért nem találták meg, mert a nyilvántartásban kartonján az szerepelt, hogy meghalt és eltemették.

## Pályafutása 1956 után
Előbb postai segédmunkás volt, majd jelentkezett a Rózsahegyi Kálmán és felesége vezette színiiskolába. Miután az asszony meghalt, leadták a tanulók névjegyzékét a Színház-és Filmművészeti Főiskolára, de egyedül csak őt vették fel a névjegyzékben szereplők közül 1963-ban. Mivel érettségi bizonyítványa akkor még nem volt, a Balettintézet levelező szakán érettségizett le. A Színiakadémia elvégzése után több színházban is játszott: a debreceni Csokonai Nemzeti Színház (1967–1970), a Madách Színház (1970–1980 illetve 1991-től), a Népszínház (1980–1983), a Nemzeti Színház (1983–1991) tagjaként. 1991-től újra a Madách Színházban játszott.
Számos televíziós sorozatban, játékfilmekben, valamint szinkronszínészként is szerepelt.
Pályája végén az Újpest Színház művészeti vezetője és főrendezője volt.
2023. december 18-án hunyt el. 2024. január 12-én helyezték végső nyugalomra a Fiumei úti sírkertben. A szertartáson Pozsgai Zsolt mondott búcsúbeszédet.

## 2016-os plakátügy és kételyek 1956-os szerepe kapcsán
1956-ban a magyar forradalom és szabadságharc napjaiban a budapesti utcákon Michael Rougier, a Life magazin fotósa és Erich Lessing is lefotózott egy gyermekkorú felkelőt. Az egyik elkészült fotó az 1956-os forradalom és szabadságharc 60. évfordulója tiszteletére egy Nagy Lajos király úti tűzfalon is megjelent egy falfestményen, amely egy 15 év körüli fegyveres fiút ábrázolt. A falfestményen Dózsa László nevét tüntették fel. A falfestmény elkészültéről az RTL Híradó is tudósított és az egyik nézője, Szakács János vitatni kezdte a képen feltüntetett név helyességét. Állítása szerint ugyanis a képen látható fiú neve valójában Pruck Pál (1942–2000), amit a korabeli Life magazinban megjelent fotó képaláírása is alátámaszt.

A Pruck Pált ábrázoló kép, amellyel az ügy a hírekbe került

A kirobbant konfliktus kapcsán Eörsi László, az 1956-os események kutatója egy interjúban számos ponton megkérdőjelezte Dózsa 1956-os történetét. Elmondása szerint a Dózsa László által említett tömeges kivégzésre semmilyen forrás (levéltári adat, szemtanú) nincs, noha az Dózsa elmondása szerint a város közepén történt. Valószínűtlennek tartja a Dózsa elmondásában szereplő történetet, miszerint kiskatonák és tisztek adtak volna kiképzést gyerekeknek, illetve a Dózsa történetében felbukkanó és 1956-ban igen ritka Kalasnyikov-gépkarabélyt is. Elmondása szerint nincs a nyilvántartásokban a Dózsa által barátjaként említett és állítása szerint az utcán kivégzett Klein Róbert nevű személy sem. Eörsi elmondása szerint nem léteztek a Dózsa által említett, Divatcsarnok elleni és csepeli légicsapások sem. A történész számos további ponton kérdőjelezi meg a gyermek Dózsa történetét és utal arra, hogy az akkor 14 éves Dózsa 1956-os szerepére semmi sem utal az Állambiztonsági Szolgálatok Történeti Levéltárában sem.
Baranyi László színművész igazolta, hogy 1956-os harcok során találkozott Dózsa Lászlóval, Jobbágyi Gábor jogász, jogtörténész pedig Eörsi Lászlót támadó nyilatkozatban kijelentette: „Biztosan tudom mondani, hogy Dózsa László hiteles személy, a kezében van egy olyan dokumentum, amely azt igazolja, hogy meghalt és eltemették”. Ugyanakkor Eörsi László legtöbb állításával szemben érveket nem hozott fel.
Dózsa László „kegyeleti okokból” lemondott arról, hogy neve szerepeljen a plakáton.
Az eset elhúzódó, és jelentős politikai felhangokkal bíró vitát váltott ki az 1956-ot kutató történészek között, illetve jelentős sajtóvisszhangot kapott.
Pruck Pál lánya pert indított a Schmidt Mária vezette Kelet-európai Történelem és Társadalom Kutatásáért Közalapítvány ellen, kegyeleti jogának megsértése miatt. Az ügy során Pruck lányát, a Pruckot igazoló szakértőket és magát Pruck Pált is becsmérlő támadások érték a közalapítvány részéről, majd 2018. május 31-én a Fővárosi Törvényszék megállapította, hogy a Terror Háza megsértette a néhai Pruck Pál hozzátartozóinak kegyelethez való jogát, miután az eljárás során történt vizsgálatok alapján igazoltnak látta, hogy a képen valóban Pruck Pál látható, ezzel egyúttal bocsánatkérés mellett kötelezték az alperest a név kijavítására is. A tűzfalon látható képet ezután javítás helyett egyszerűen lefestették, noha még több hónapig érvényben volt a területfoglalási engedély a kép számára. Az eset után a falra a kezében festőhengerekkel ábrázolt Schmidt Mária kép került, „Éljen a magyar, éljen a haza!” feliratokkal. A közalapítvány más felületein is eltüntették Pruck képét, szót sem ejtve a valótlanságokról.

2020. október 23-a kapcsán Dózsa interjút adott a Vasárnap.hu-nak, ahol úgy fogalmazott: 
2016-ban valóban megvádoltak azzal, hogy egy akkor óriásplakátként publikált képen nem én szerepelek, hanem valaki más. Ezt a képet elsőnek – évtizedekkel ezelőtt – édesanyám látta meg, aki azt mondta, »Fiam, ez te vagy itt! Még a sapka is a tiéd!« Ugyanis nekem is volt egy ilyen sapkám 1956 októberében, melyet azóta egy múzeumnak ajándékoztam. […] Később a Terror Háza Múzeumból felhívtak és megkérdezték, hogy valóban én vagyok-e a képen? Mondtam, hogy én úgy tudom, igen.
 Ezután arról beszélt, hogy a „tévedésével megpróbálták személyét és a forradalmat lejáratni”, és hogy nem az a fontos, ki van a képen, hanem az, hogy ki mit csinált 1956 októberében.

## Szerepeiből

### Színház
- Madách Imre: Az ember tragédiája (több szerep[38])
- Shakespeare: Coriolanus (Brennus)
- Tennessee Williams: Amíg összeszoknak (rendőr)
- Szophoklész: Oidipusz király (karvezető)
- Eugene O’Neill: Amerikai Elektra (Orin)
- Németh László: Bodnárné (Lali, lámpavivő fiatalember)[39]
- Benjamin Jonson: Volpone (Leone)
- Gyurkovics Tibor: Nagyvizit (Dezső)
- Szilágyi Andor: Tóth Ilonka (Grisin, szovjet alezredes)[40]

### Film
- Szász Péter: Fiúk a térről (1967)
- Fejér Tamás: Hekus lettem (1972)
- Gyarmathy Lívia: Álljon meg a menet! (1973)
- Gábor Pál: A járvány (1976)
- Sára Sándor: 80 huszár (1978)
- Rényi Tamás: Élve vagy halva (1980)
- Szalkai Sándor: Kojak Budapesten (1980)
- Szőnyi G. Sándor: Csak semmi pánik (1982)
- Simó Sándor: Viadukt (1982)
- Fábri Zoltán: Gyertek el a névnapomra! (1983)

### Televízió
- Hajdufy Miklós: Farkasok (1972)
- Kígyós Sándor: Különös vadászat (1972)
- Hungária Kávéház 1–6. (tévéfilmsorozat) (1976)
- Bednai Nándor: Robog az úthenger (tévéfilmsorozat) (1976)
- Vámos László: Sir John Falstaff (1977)
- András Ferenc: Végkiárusítás (1978)
- Horváth Ádám: Mire megvénülünk (tévéfilmsorozat) (1978)
- Szalkai Sándor: Dániel (tévéfilmsorozat) (1978)
- Szász Péter: Bolondok bálja (1978)
- Karinthy Márton: Gazdag szegények (1980)
- Bácskai Lauró István, Mészáros Gyula: Megtörtént bűnügyek (tévéfilmsorozat) A holtak nem beszélnek című része (1980)
- Bácskai Lauró István: Utolsó alkalom (1981)
- Horváth Ádám: Petőfi (tévéfilmsorozat) (1981)
- Böszörményi Géza: Hungarian Dracula (1983-ban készült, 1988-ban lett levetítve)
- Bácskai Lauró István: Rutinmunka (1984)
- Horváth Tibor: Kémeri (tévéfilmsorozat) (1984)
- Damenija Csaba, Szinetár Gábor: Szemet szemért… (1985)
- Bácskai Lauró István: Üvegvár a Mississippin (1985)
- Gát György: Linda (tévéfilmsorozat) (1986)
- Arthur Allan Seidelman: A Friendship in Vienna (1988)
- Brian Gibson: Murderers Among Us: The Simon Wiesenthal Story (1989)
- Rajnai András: Szent Gellért legendája (1994)
- Fazekas Lajos: Kisváros (tévéfilmsorozat) (1998)
- Rozgonyi Ádám: Az öt zsaru (tévéfilmsorozat) (1998)
- Pozsgai Zsolt: Játszó társaság (2015)

### Szinkron
- Indiana Jones és a végzet temploma (1. szinkron) – Mola Ram – Amrish Puri
- Tetthely – Reinhold Dietze – Klaus Lövitsch
- Peter Strohm – Peter Strohm – Klaus Lövitsch

## Elismerései
- 1956-os emlékérem (2005)
- Újpestért-díj (2005)[41][42]
- Hűség a Hazához Érdemrend nagykeresztje (2005)
- A Magyar Köztársasági Érdemrend tisztikeresztje (2006)
- Szabadság Hőse emlékérem (2006)
- Nagy Imre-érdemrend (2011)
- Érdemes művész (2011)
- Budapest díszpolgára (2016)[43]
- Kiváló művész (2019)[44]

## Művei
- Bohóc vérben és vasban. Kairosz, Budapest, 2007,[45] 2. kiadás (2016)

## Róla szóló könyv
- A rivaldától a vérpadig és utána / Dózsa Lászlóval beszélget Borbély László. Kairosz, Budapest, 2006 (Magyarnak lenni)

## Róla szóló film
- Nem vallott, eltemetve… című 54 perces dokumentum-játékfilm (2016)[46]